# Leszek Bednarczuk
Leszek Bednarczuk (* 30. Mai 1936 in Vilnius) ist ein polnischer Sprachwissenschaftler, seit 1987 Professor an der Pädagogischen Universität Krakau und Mitglied der Polnischen Akademie der Wissenschaften. Bednarczuk ist Autor eines 2010 erschienenen Buches Językowy obraz Wielkiego Księstwa Litewskiego (Deutsch: Sprachen des Großherzogtums Litauen; Litauisch: Lietuvos Didžiosios Kunigaikštystės kalbos).